# Cyclosorus acuminatus
Cyclosorus acuminatus là một loài thực vật có mạch trong họ Thelypteridaceae. Loài này được (Houtt.) Nakai ex H. Itô mô tả khoa học đầu tiên năm 1937.